# Shannon (Mississippi)
Pour les articles homonymes, voir Shannon.
Shannon est une ville américaine située dans le comté de Lee, dans le Mississippi. Selon le recensement de 2020, sa population est de 1 496 habitants.